# Georg Liebig
Gerhard Georg Liebig (* 27. März 1884 in Plauen; † 19. März 1946 im Speziallager Bautzen) war ein deutscher Jurist, Amtshauptmann und Landrat.

## Leben und Wirken
Er war der Sohn des Fabrikanten Carl Rudolf Liebig und stammte aus dem sächsischen Vogtland. Nach Schulbesuch, Studium der Rechtswissenschaften und Promotion an der Universität Leipzig legte er am 4. August 1914 die juristische große Staatsprüfung ab. Danach war er im öffentlichen Dienst als Regierungsrat in der Kreishauptmannschaft Leipzig tätig. 1925/26 wird er im Adressbuch von Grimma als Regierungsrat genannt.
Am 1. März 1933 wurde er als Amtshauptmann in der Amtshauptmannschaft Döbeln. Im Januar 1937 wurde er als Amtshauptmann in die Amtshauptmannschaft Kamenz versetzt. Er blieb dort, ab 1. Januar 1939 mit der neuen Amtsbezeichnung Landrat, bis zum Ende des Zweiten Weltkrieges im Amt.
Sein 1921 in Grimma geborener Sohn fiel 1944 im Zweiten Weltkrieg.